# Hilda Crozzoli
Hilda Johana Crozzoli (ur. 16 sierpnia 1900 w Salzburgu, zm. 10 sierpnia 1972 tamże) - jedna z pierwszych architektek i kobiet pracujących jako inżynier budownictwa lądowego w Austrii.

## Wczesne życie i edukacja
Hilda Johana Crozzoli urodziła się 16 sierpnia 1900 roku w Salzburgu w Austrii. Jej rodzicami byli Ambrogio (Ambros) Crozzoli (1870-1925) oraz Lucia Antonia Santarossa (1871-1957), którzy wzięli ślub w 1882 r. Crozzoli pochodził z rodziny mistrzów budowlanych i architektów z regionu Friuli w północnych Włoszech, która przez kilka pokoleń odgrywała kluczową rolę dla rozwoju Salzburga w Austrii. 12 lutego 1907 r. Ambrose Crozolli złożył przysięgę obywatelską w imieniu swoim i swojej rodziny, zaś 5 stycznia 1915 r. otrzymali oni prawo Heimatrecht w rejonie Maxglan w Salzburgu. (Heimatrecht to wprowadzone w Austrii w 1849 r. prawo do osiedlania się na danym obszarze, pozwalające na niezakłócone zamieszkanie i prawo do zasiłku dla ubogich). Matka Crozzoli do końca życia mówiła tylko po włosku, nigdy nie nauczyła się mówić po niemiecku.
Hilda była czwartym z siedmiorga dzieci, ale jej dwaj starsi bracia zmarli w wieku niemowlęcym, pozostawiając pięć dziewczynek. Po ukończeniu szkoły podstawowej i gimnazjum ukończyła czteroletni kurs budowlany w Staatsgewerbeschule (Państwowej Szkole Handlowej) w Salzburgu, zaś w 1921 r. zdała egzamin końcowy, zostając pierwszą kobietą w zawodzie architekta w Austrii. Była również pierwszą w historii absolwentką wydziału budowlanego w HTBLuVA Salzburg.  Zdjęcie dyplomowe klasy z 1921 roku przedstawia ok. dwudziestu mężczyzn w czarnych garniturach, patrzących prosto w obiektyw. Pośrodku siedzi zwrócona w bok kobieta. Wizerunek Hildy Crozzoli został wstawiony w fotografię później.

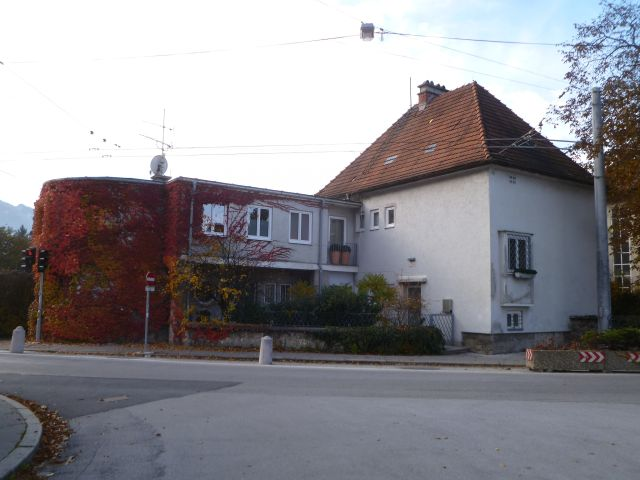
Siedziba firmy Crozzoli-Bandian przy Reichenhaller Straße w Salzburgu

## Kariera
1 sierpnia 1917 Crozzoli wstąpiła jako praktykantka do firmy architektoniczno-budowlanej ojca. Tam też, od 1 marca 1921 do 11 sierpnia 1925,  pracowała jako technik budowlany i majster budowlany. Oprócz tego pracowała także dla architekta miejskiego Josefa Cwertscheka w Schneegattern i Wiedniu.

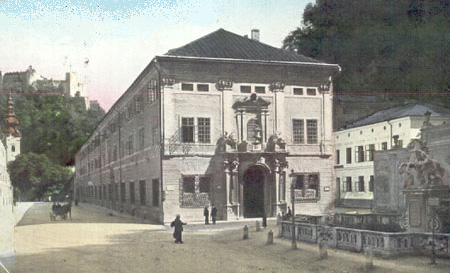
Salzburg Hofstall-Kaserne

Jako technik budowlany w firmie swojego ojca, P&A Crozzoli, Hilda Crozzoli była kierownikiem budowy przy przedsięwzięciu przebudowy wielkich koszar kawalerii i stajni Hofstallkasern na muzeum historii naturalnej, dzisiejszy Haus der Natur Salzburg. Znajduje się on w centrum dzielnicy festiwalowej miasta.
Od 1  lipca 1926 współpracowała z Universale Baugesellschaft m. b. H. w Salzburgu.
W dniach 12-14 maja 1927 zdała egzaminy na Baumeistera (architekta i inżyniera budownictwa, tradycyjnie nazywanego mistrzem budowlanym) w Klagenfurcie.  Spotkało się to z szerokim rozgłosem w mediach nie tylko salzburskich. Gratulacje przesłało jej również Verein Deutsch Österreichischer Ingenieure (Stowarzyszenie Niemieckich Inżynierów Austriackich).
W 1928 Hilda Crozzoli zaczęła pracować na własną rękę i została niezależną architektką i inżynierem budownictwa. Do 1929 był jej partnerem był Josef Sindinger, a potem współpracowała z architektem Richardem Bandianem, którego później poślubiła. Ślub odbył się 1 lutego 1934 roku. W 1934 Hilda Crozzoli wraz ze swoją firmą budowlaną przeniosła się na Reichenhallerstraße 19 (dziś Reichenhaller Straße 27).
Znanych jest 65 budynków, które w latach 1928-1966 pod jej kierownictwem wybudowała firma Crozzoli-Bandian. Na szczególną uwagę zasługuje utworzenie w latach 1927-1928 Fürsorge-Siedlung, tak zwanej „osady socjalnej” w Schallmoos, na terenie Salzburga.
Podczas II wojny światowej 46 procent budynków miasta zostało zniszczonych w 15 nalotach, zaś firma Crozzoli-Bandian zaangażowana była w powojenną odbudowę.

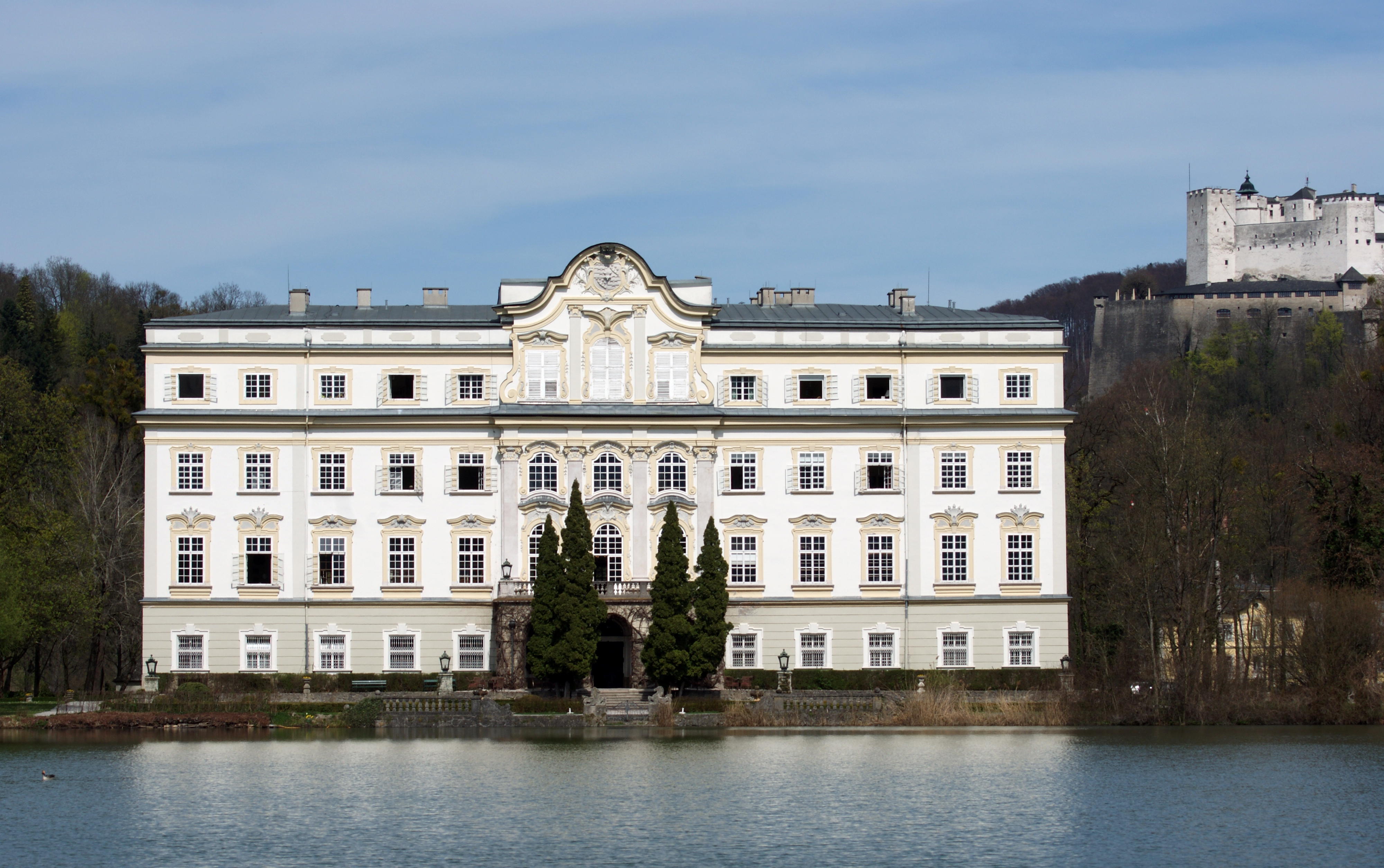
Zamek LeopoldskronWeier

W 1945 Crozzoli naprawiła zniszczenia budynku Schloss Leopoldskron, który został zajęty i był okupowany w czasie wojny przez nazistów. W latach 1945–1946 jej firma przebudowała i odnowiła Hotel Goldener Hirsch, a w roku 1968 budynek Bankhaus Daghofer.
W 1965 roku przeprowadziła również renowację budynku Wallistraktes der Residenz dla Universität Salzburg.

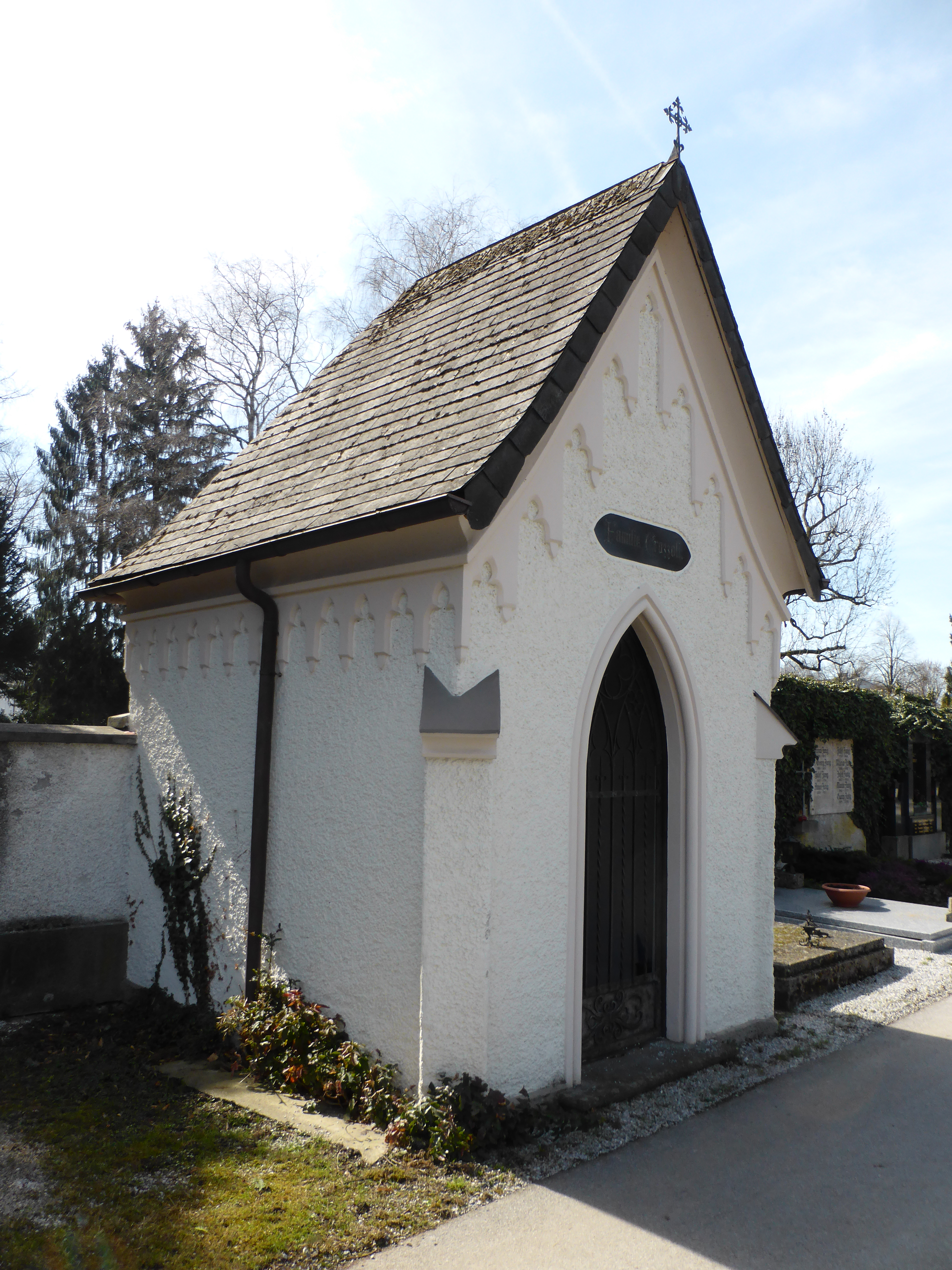
Miejsce pochówku rodziny Crozzoli w Maxglaner Friedhof

Hilda Crozzoli-Bandian zmarła 10 sierpnia 1972 r.  w Salzburgu po długiej chorobie. Została pochowana na cmentarzu Maxglan w Salzburgu.

## Spuścizna
Wiele z jej budynków przetrwało do dziś, a nawet pokazywane są na wycieczkach architektonicznych po Salzburgu. Crozzoli była bohaterką wystawy Frauen machen Sichtbar w 2013 roku w Künstlerhaus, poświęconej architektkom z Salzburga

## Nagrody
- Kriegsverdienstkreuz II. Klasse (1 września 1944) (Krzyż Zasługi Wojennej II klasy)
- Goldener Ehrenring des Salzburger Baugewerbes (11 marca 1965) (Złoty pierścień honorowy salzburskiego budownictwa)